# Популационна генетика
Популационна генетика (наричана също генетика на популациите) представлява дял от генетиката, изучаващ най-общо предаването на наследствената информация в потомството не на отделния индивид, а на популацията като цяло. Популационната генетика възниква в началото на 20 век, когато през 1908 г. английският математик Годфри Харди и немският лекар Вилхелм Вайнберг независимо един от друг формулират закономерностите на разпределението на генотиповете в един локус в следващите поколения на популацията. Откритата от тях закономерност носи името „Закон на Харди – Вайнберг“.
Съществено развитие популационната генетика претърпява през първата половина на  XX век, главно в резултат на трудовете на трима „гиганти“ в тази област на науката – Роналд Фишер и Джон Холдейн в Англия и Сюъл Райт в САЩ. По-късно значителни приноси в тази област на генетиката имат френският учен G. Malecot (Малеко), японският учен M. Kimura (Кимура), американецът J. F. Crow (Кроу) и др.
Теоретичната популационна генетика изследва параметрите на генетичната изменчивост (разпределение на генната и генотипна честота и др., производни от тях), предаването им в следващите поколения и изменението им под въздействие на най-различни фактори и при различни „сценарии“. Този дял от популационната генетика на практика представлява и дял от приложната математика.
Експерименталната популационна генетика изследва главно генетичната изменчивост в реалните популации и предаването ѝ в следващите поколения, както и влиянието на различни фактори върху генетичната изменчивост: отбор, мутации, генетичен дрейф, миграции, изолация и пр. Казано с други думи, тя проверява „на практика“ откритията и предвижданията на теоретичната популационна генетика.